# Maximilian Hecker
Pour les articles homonymes, voir Hecker.
Maximilian Hecker est un chanteur auteur-compositeur allemand né à Heidenheim an der Brenz (Bade-Wurtemberg) le 26 juillet 1977, auteur de ballades pop-folk ciselées et interprétées en anglais d'une voix souvent qualifiée de romantique, aux accents parfois angéliques (par son falsetto).Il décrit sa musique comme des « hymnes pop mélancoliques ». 
Très jeune, il admire les Beatles et apprend les percussions et le piano. Il joue dans l'orchestre de son école de musique.
Il commence à composer des chansons à la guitare à 17 ans et part vivre à Berlin l'année suivante et décroche des tubes avec les titres « Polyester » ou « Kate Moss ».

## Citations
- Je voulais chanter comme Liam Gallagher (d'Oasis) et ça abimait ma voix. Ensuite j'ai découvert Radiohead. C'est plus facile de chanter comme ça car je dépense moins d'air. J'aime la fragilité du son, l'androgénie.

## Discographie
- Infinite Love Songs 2001 (Label Kitty-Yo)
- Rose 2003 (Kitty-Yo)
- Lady sleep 2005 (Kitty-Yo)
- I'll Be A Virgin, I'll Be A Mountain 2006 (V2)
- One Day 2008 (Roadrunner)
- "I Am Nothing But Emotion, No Human Being, No Son, Never Again Son 2010 (Blue Soldier Records)